# Kewenbrinck
Kewenbrinck eller Keffenbrinck von Rehne, var en svensk adelsätt.
Stamfader för ätten var Gerhard Kewenbringk von Rehne, född på 1580-talet i Tyskland, som enligt Gabriel Anrep tillhörde en urgammal westfalisk adelsätt och skrev sig till Keffenbrinck och borgen Rehne innan han måst gå i landsflykt 1567 undan spanska soldater. Han fru skall ha varit en högadlig dam vid namn Anna Reyerhon. Deras son Johan Kewenbringk var först i fransk tjänst, och lärde i Pavia känna den svenske greven Axel Lewenhaupt, varefter han blev dennes hovmästare och sedan haputman över grevens gods i Sverige. Johan Kewenbrinck införskaffade godset Bratthälla i Västergötland. Hans hustru hette Anna Jonsdotter och de uppges ha fått 22 barn.
Två av deras söner blev stamfäder för var sin adlig ätt, nämligen vicepresidenten Axel Johansson vars son adlades Kewenbrinck, och Antoni Hanssons son, Gerdt Antoniison (1610–1658), adlad Rehnsköld.
Axel Johansson var först tullnär i Västerås och så småningom vice president i Åbo hovrätt samt förlänades Orlångsjö i Huddinge socken. Hans hustru var Anna Bure som var syster till Anders Bure, Jonas Bure och Olof Bure. Deras son Anders Axelsson (1621–1679) blev så småningom gerichts-direktor över drottning Kristinas taffelgods i Pommern, och skrev sig till Plestlin och Primen. Han var först gift med Maria Christina Rieff och sedan med Anna Lofelt. Han adlades 1650 på namnet Kewenbrinck och introducerades på nummer 503, men skrev i sitt testamente att han ville att hans efterkommande skulle skriva sig Keffenbrick von Rehne. Ätten slog sig ner i svenska Pommern och Preussen.
En av hans ättlingar, Ehrenfrid Henric August Keffenbrinck von Rehne, var Johanniterriddare och tysk riksgreve. Ätten är utgången i Sverige.